# Ao Quadrado
Ao Quadrado é o segundo álbum ao vivo da dupla sertaneja brasileira Fred & Fabrício, lançado em 24 de junho de 2022. Foi o primeiro álbum da dupla a ser lançado pela Som Livre e o único a ser produzido por Felipe Arná, compositor e produtor da dupla Hugo & Guilherme, que participam na faixa Paredão Desmoronou, único single do álbum.

## Antecedentes e gravação
Fred & Fabrício vinham colhendo os frutos do sucesso do Acústico de Primeira, álbum de estreia que fez a dupla ser conhecida como "dupla de quatro vozes", pelo formato que chamou atenção do público: a alternância de primeira e segunda voz entre os cantores. Com a repercussão, a dupla assinou com a Som Livre.
O álbum foi gravado no Azzure Club, em Goiânia, em 21 de dezembro de 2021 e foram anunciadas as participações especiais das duplas sertanejas Hugo & Guilherme e Jorge & Mateus. Mas apenas Jorge & Mateus não participaram, porque, segundo Fred, "Jorge & Mateus testaram positivo para COVID-19 no dia da gravação". A música que contaria com a participação de Jorge & Mateus seria Surto de Raiva.
A gravação aconteceu um mês após o falecimento da cantora Marília Mendonça, que participaria do álbum se estivesse viva, na canção que, futuramente, foi incluída no álbum Acústico de Primeira 2, intitulada Guarda Roupa, que Hugo & Guilherme ficaram como participação especial na música, de acordo com Fred.
Guarda Roupa foi executada no dia da gravação, sem nenhuma participação, mas não foi incluída no álbum, pois a dupla não gostou do resultado.

### Lançamento
Foi lançado, inicialmente, um EP, com apenas quatro faixas, sendo apenas uma regravação, um pot-pourri de duas músicas incluídas no álbum anterior. Um dia antes do lançamento do álbum completo, foi lançado o único single do álbum, Paredão Desmoronou, com participação especial de Hugo & Guilherme.

## Lista de faixas
| N.º            | Título                                                    | Compositor(es)                                                                          | Duração |  |
| 1.             | "Paredão Desmoronou" (part. Hugo & Guilherme)             | Cristhyan Ribeiro / Felipe Kef / Kaique KeF / Nudoze                                    | 2:39    |  |
| 2.             | "Coraçãozinho"                                            | Diego Monteiro / Guilherme Rosa / Henrique Reis / Rafa Ribeiro                          | 2:42    |  |
| 3.             | "Fala Oi Davi"                                            | C. Ribeiro / Guilherme Artioli / Nuto Artioli                                           | 3:14    |  |
| 4.             | "Lixo de Humano"                                          | Cristian Luz / Fred Liel / Gustavo Henrique / Leandro Rojas                             | 4:27    |  |
| 5.             | "Trocando Língua"                                         | Alex Alves / Clebinho                                                                   | 2:50    |  |
| 6.             | "Meu Coração Está Amando"                                 | Lia Soares / Márcio Cruz                                                                | 3:48    |  |
| 7.             | "Pot-Pourri: Te Busquei Nas Avenidas / Anjo da Madrugada" | Cesar Lemos / Karla Aponte / Ray Veja Áureo Adryenn / Lucas Robles / Maurício Gasperini | 4:19    |  |
| 8.             | "Pot-Pourri: Da Boca Pra Fora / Preciso Ser Amado"        | Nildomar Dantas César Augusto / Piska                                                   | 4:07    |  |
| 9.             | "Loucura Demais"                                          | Augusto / Piska                                                                         | 4:56    |  |
| 10.            | "Não Beba"                                                | Diego Silveira / Felipe Kef / Junior Pepato / Kaique KeF / Nudoze                       | 2:30    |  |
| 11.            | "Você É Muito Mais"                                       | Liel                                                                                    | 3:20    |  |
| 12.            | "Surto de Raiva"                                          | Douglas Cesar / Rojas / Marco Esteves                                                   | 3:16    |  |
| 13.            | "Pot-Pourri: Se Ligue em Mim / Eu Não Contava Com Isso"   | Carlos Randall / Danimar Elias Muniz                                                    | 4:16    |  |
| Duração total: | Duração total:                                            | Duração total:                                                                          | 46:24   |  |

## Recepção
Na época, alguns fãs notaram que a voz de Fabrício estava rouca, e isso foi muito comentado. Segundo o mesmo, na edição do álbum, ao invés de "repassar a voz no estúdio", sua voz foi colocada daquele jeito, a pedido dele, pois "não vai ficar com a mesma energia daquela hora" (do show), se fosse o caso.